# 建始 (司馬倫)
建始（301年正月—四月）是西晋時期趙王司马伦篡位晋惠帝司馬衷後所使用的年号，共計4個月。
《晉書·惠帝紀》記載：永宁元年正月趙王倫篡帝位。《趙王倫傳》說篡帝位，大赦，改元建始。

## 紀年對照表
| 建始 | 元年  |
| ---- | ----- |
| 公元 | 301年 |
| 干支 | 辛酉  |

## 深入閱讀
- 李崇智. . 北京: 中華書局. 2004年12月. ISBN 7101025129.